# Àrgios
Àrgios (en llatí Argius, en grec antic ́Αργιος o Αργει̂ος) fou un escultor deixeble de Policlet que va florir cap al 388 aC segons diu Plini el Vell a la Naturalis Historia.
L'estudiós de la cultura clàssica Friedrich Thiersch considera que Plini, que diu Argius Asopodorus va traduir malament la seva font grega, Ἀργεῖος Ἀσωπόδωρος, que voldria dir Asopodoros l'argiu, o natural d'Argos. Però el nom d'Àrgios està testimoniat com a nom propi a tot Grècia en les seves dues formes, Ἄργιος i Ἀργεῖος.